# William Sidney Graves
William Sidney Graves (27. března 1865 Mount Calm, Texas – 27. února 1940 Shrewsbury, New Jersey) byl generál a velitel amerických jednotek během sibiřské intervence v Rusku na konci první světové války.
Studoval na Vojenské akademii Spojených států amerických, účastnil se první světové války a v srpnu 1918 byl prezidentem Woodrow Wilsonem pověřen velením amerických jednotek na Sibiři. Zúčastnil se také španělsko-americké a filipínsko-americké války.

## Ocenění
- Československý válečný kříž 1914–1918
- Řád vycházejícího slunce